# Bajram Ajeti
Bajram Ajeti (født 5. maj 1989) er en kosovoalbansk fodboldspiller som spiller for Umeå FC (2020).
Han spillede som angrebsspiller for Kongsvinger. Ajeti er en ung og lovende fodboldspiller, som spiller i angrebet. Han var tidligere i rekrutsystemet til Vålerenga IF.